# Lillian Walker
Lillian Walker (21 de abril de 1887 – 10 de outubro de 1975) foi uma atriz de cinema estadunidense da era do cinema mudo que atuou em 178 filmes entre 1909 e 1934.

## Biografia
Lillian nasceu no Brooklyn em 1887 e teve sua primeira oportunidade no teatro. Aos 22 anos apareceu em The Follies of 1910, na Broadway, quando J. Stuart Blackton , da Vitagraph Studios, a viu e convidou para atuar em The Inherited Taint (1911). Seus trabalhos principais no cinema foram para a Vitagraph, atuou em vários curta-metragens da era muda, e ficou conhecida por atuar nas séries "Cinderella's Slippers" e "Miss Tomboy". Seu apelido era "Dimples". Lillian deixou a Vitagraph em 1917 e atuou em outras companhias até 1934, quando fez seu último filme, Enlighten Thy Daughter.

## Vida pessoal e morte
Lillian era irmã da também atriz Karin Norman, cujo nome verdadeiro era Karin Wolke. Karin nascera na Suécia, mas Lillian já era nascida nos Estados Unidos.
Foi casada com Dr. Eugene W. Sênior.
Lillian morreu na ilha caribenha de Trinidad em 1975, aos 88 anos.

## Filmografia parcial
- The Inherited Taint (1911)
- A Tale of Two Cities (1911)
- Our Wives (1913)
- One Can't Always Tell (1913)
- Hearts and the Highway (1915)
- Mrs. Dane's Danger (1916)
- The Grain of Dust (1918)

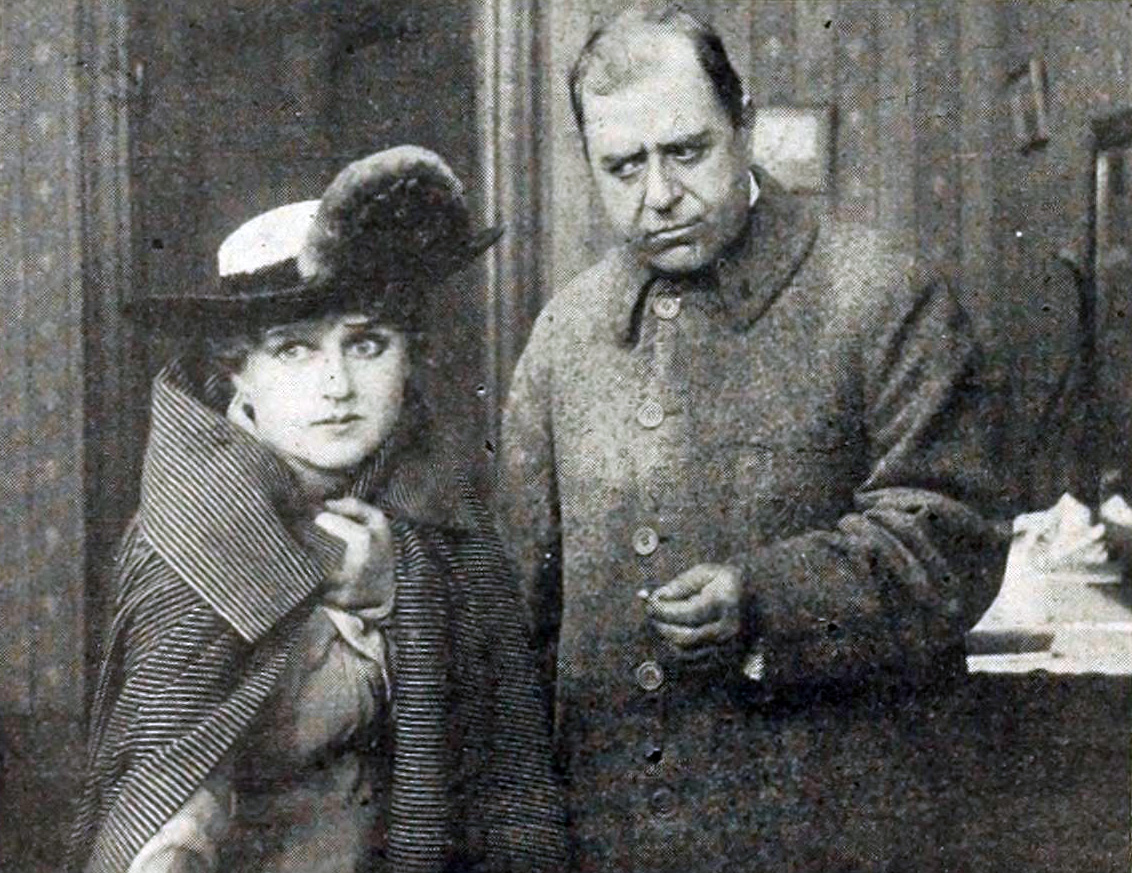
Cena do filme The Man Behind the Curtain (1916)

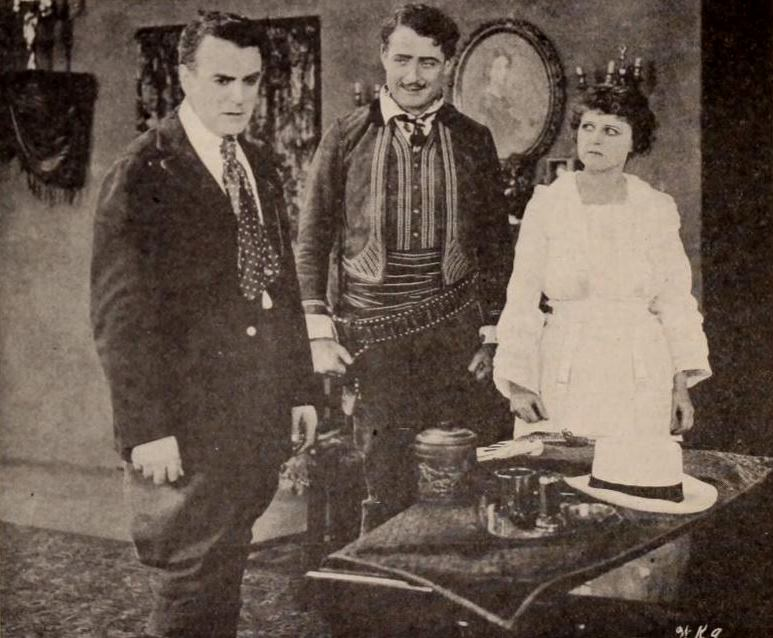
Cena do filme A White Man’s Chance (1919), ao lado de Howard Davies, J. Warren Kerrigan. Fonte: p. 63 de 19 de julho de 1919, Exhibitors Herald

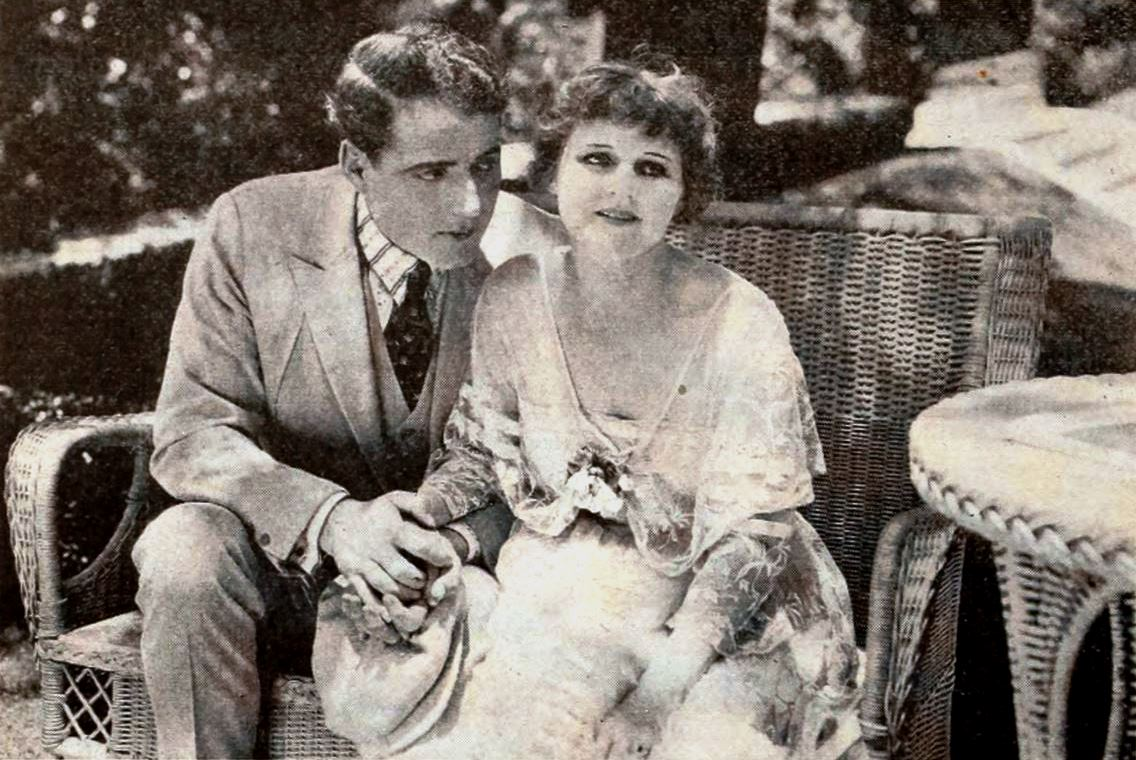
Cena do filme The Joyous Liar (1919) com J. Warren Kerrigan e Lillian Walker, p. 52 de 13 de setembro de 1919, Exhibitors Herald

- The $1,000,000 Dollar Reward (1920)
- A Woman of No Importance (1921)
- The Woman God Changed (1921)
- Love's Boomerang (1922)
- Enlighten Thy Daughter (1934)